# Osma
Osma (russisk: Осьма, tr. Osma) er en biflod til Dnepr fra højre i Smolensk oblast i Rusland. Osma er 104 km lang og har et afvandingsareal på 1.530 km².
54°54′57.13″N 33°23′9.71″Ø / 54.9158694°N 33.3860306°Ø